# Robert H. Justman
Robert Harris Justman (Nova Iorque, 13 de julho de 1926 – Los Angeles, 28 de maio de 2008) foi um produtor de televisão estadunidense mais famoso por seu trabalho nas séries Star Trek: The Original Series e Star Trek: The Next Generation.

## Biografia
Justman nasceu no Brooklyn em Nova Iorque, filho de Joseph Justman. Ele serviu como operador de rádio na Marinha dos Estados Unidos durante a Segunda Guerra Mundial e depois estudou na Universidade da Califórnia em Los Angeles. Seu pai era dono do Motion Picture Center Studio, que depois virou parte da Desilu Productions, assim Justman começou sua carreira trabalhando no estúdio do seu pai como assistente de produção, assistente de direção e produtor associado em filmes como Kiss Me Deadly, Red Planet Mars e Mutiny on the Bounty, e em séries de televisão como Adventures of Superman e The Outer Limits.
Justman trabalhou no início da década de 1960 nos episódios pilotos tanto de Star Trek: The Original Series e Mission: Impossible. As duas foram compradas para produção e ambas queriam ele em sua equipe, assim o executivo Herbert F. Solow da Desilu decidiu que Justman trabalharia em The Original Series como produtor associado. Suas funções na série eram lidar com histórias, roteiros, seleção de elenco, direção de arte, orçamentos e todo o resto que não fosse lidado pelos produtores executivos Gene Roddenberry e Gene L. Coon. Justman deixou a série no meio da terceira temporada porque achou que a qualidade estava caindo.
Em seguida trabalhou em séries como Mission: Impossible, Man from Atlantis, Then Came Bronson e MacGruder and Loud e no telefilme Gideon's Trumpet. Além disso, também foi voluntário uniformizado no Departamento do Xerife do Condado de Los Angeles por mais de vinte anos. Em 1986, Roddenberry chamou Justman para trabalhar em Star Trek: The Next Generation, a sequência de The Original Series. Os dois trabalharam juntos estabelecendo a série e Justman foi uma grande influência na criação de personagens e seleção de elenco, especialmente defendendo a escolha de Patrick Stewart para o papel de capitão Jean-Luc Picard. Justman deixou a série ao final da primeira temporada por achar que tinha cumprido seu trabalho, aposentando-se em seguida. Ele morreu aos 81 anos de idade em 28 de maio de 2008 por complicações da doença de Parkinson.